# 몽유병자들

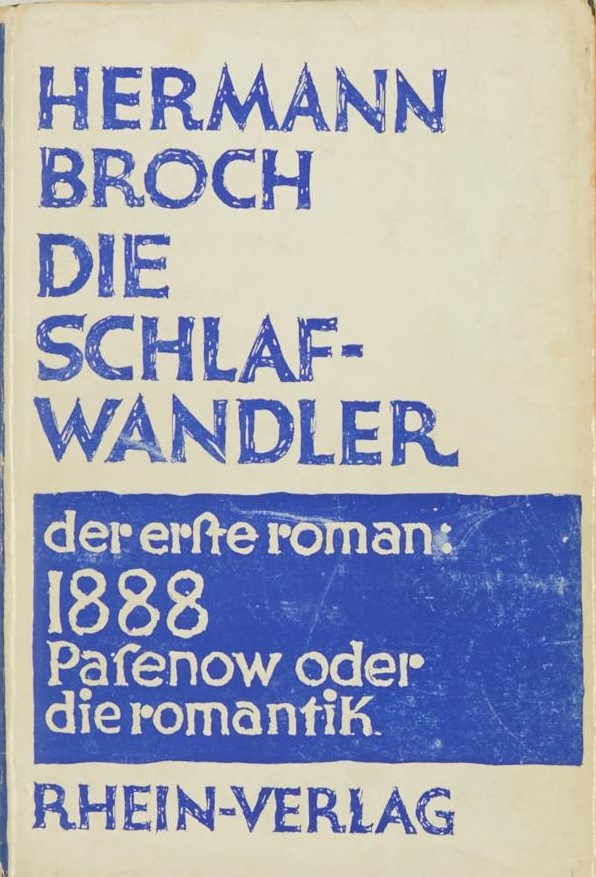

《몽유병자들》(Die Schlafwandler, 1932년)은 브로흐의 3부작 장편소설이다. 1928년에 집필되고 1931-1932년에 걸쳐 발표되었다.
3부작 전체는 근대 유럽 시민사회의 일체의 가치체계가 붕괴하고 그와 더불어 인간생활의 근저가 해체되어 인간의 고독화와 절망이 심화되어 가는 과정을 시대정신의 변천을 배경으로 세기말에서 제1차 세계대전 말까지의 사회 각층에 걸쳐 역사철학적 형이상학적(形而上學的)인 분석을 곁들이면서 다층적(多層的)인 구성법으로서 묘사하여, 분열의 극복과 구제의 가능성을 암시하는 것으로써 끝맺고 있다.
‘몽유병자들’이란 자기 상실과 고독한 가운데 취생몽사(醉生夢死)하는 현대인의 별명에 지나지 않는다. 이 작품에서 보인 그의 현대비판과 실험적 수법은 그의 사후 큰 반향을 일으켰다.